# Alberto di Jorio
Alberto di Jorio (Roma, 18 luglio 1884 – Roma, 5 settembre 1979) è stato un cardinale e arcivescovo cattolico italiano, nominato da papa Giovanni XXIII.

## Biografia
Nacque a Roma il 18 luglio 1884.
Papa Giovanni XXIII lo elevò al rango di cardinale nel concistoro del 15 dicembre 1958, ma era già stato designato tale alla fine del conclave di quello stesso anno, con una modalità che non si era più ripetuta dall'elezione di Pio IX nel 1846: subito dopo l'elezione e l'accettazione il nuovo papa era ancora seduto sul suo scranno da porporato e vestito degli abiti cardinalizi; appena di Jorio si inginocchiò in segno di omaggio davanti a lui, papa Roncalli si tolse dal capo lo zucchetto rosso e lo posò in testa al prelato, fra la sorpresa generale dei cardinali confratelli.

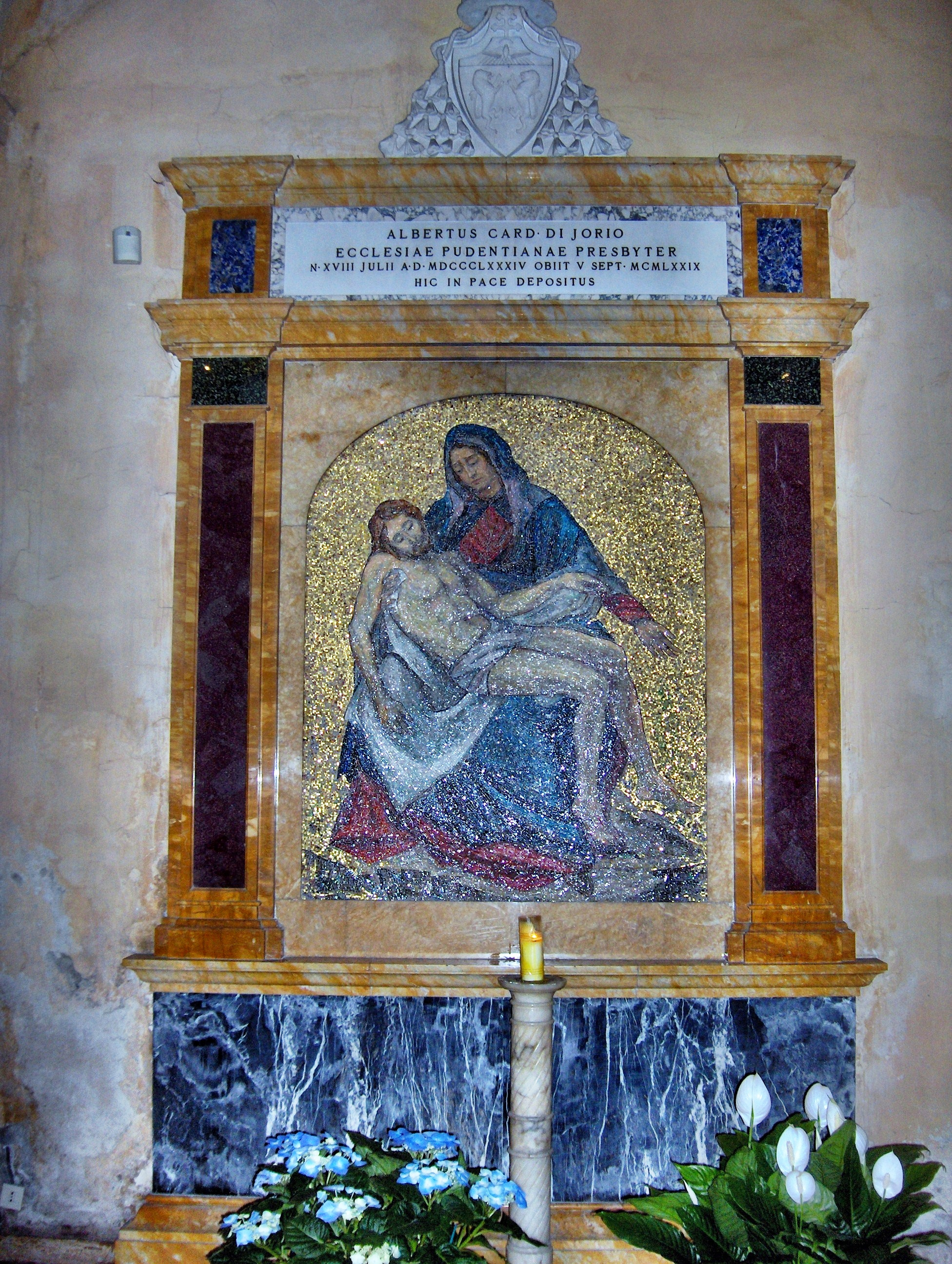
Tomba del cardinale nella basilica di Santa Pudenziana.

Morì il 5 settembre 1979 all'età di 95 anni.

## Genealogia episcopale
La genealogia episcopale è:
- Cardinale Scipione Rebiba
- Cardinale Giulio Antonio Santori
- Cardinale Girolamo Bernerio, O.P.
- Arcivescovo Galeazzo Sanvitale
- Cardinale Ludovico Ludovisi
- Cardinale Luigi Caetani
- Cardinale Ulderico Carpegna
- Cardinale Paluzzo Paluzzi Altieri degli Albertoni
- Papa Benedetto XIII
- Papa Benedetto XIV
- Papa Clemente XIII
- Cardinale Bernardino Giraud
- Cardinale Alessandro Mattei
- Cardinale Pietro Francesco Galleffi
- Cardinale Filippo de Angelis
- Cardinale Amilcare Malagola
- Cardinale Giovanni Tacci Porcelli
- Papa Giovanni XXIII
- Cardinale Alberto di Jorio